# Trockenbatterie
Die Trockenbatterie ist eine ursprünglich von Georges Leclanché entwickelte und im Entwicklungsprozess laufend verbesserte Bauform des Leclanché-Elements einer bzw. mehrerer galvanischer Primärzellen. In der Trockenbatterie liegt der Elektrolyt gebunden in einem vollgesogenen Papierträger vor, der zugleich als Separator dient. Das ursprüngliche System von Leclanché wurde 1876 entscheidend verbessert, indem der Separator mit Baumwolle umwickelt wurde.

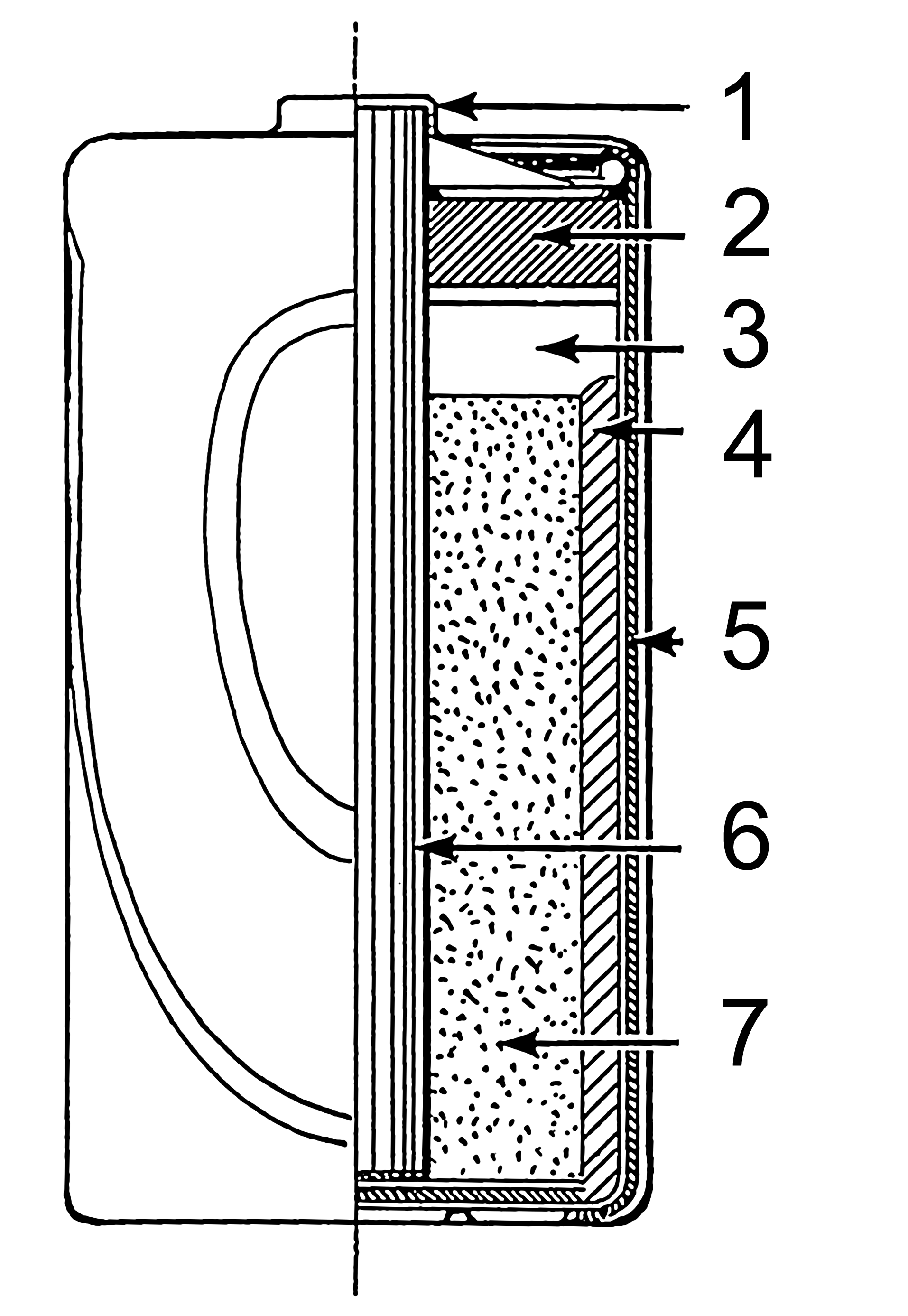
Schnittdarstellung einer Trockenbatterie (Zink-Kohle-Zelle als Bauform einer Zink-Braunstein-Zelle):
(5) Zink-Becher
(6) Kohlestab
(7) Braunstein

Obwohl der Begriff Trockenbatterie in der Fachwelt heute nicht mehr gebräuchlich ist – da ohnehin alle Primärbatterien wie beispielsweise die gebräuchlichen Alkali-Mangan-Batterien aus Trockenelementen bestehen –, so hat er sich doch bis in die heutige Zeit in der Umgangssprache als Kurzform für die Zink-Kohle-Trockenbatterie erhalten.
Die noch bis Mitte des 20. Jahrhunderts gebräuchlichen „nassen“ Elemente mit flüssigem Elektrolyten, auch als Nassbatterie bezeichnet, zu denen unter anderem das Leclanché-Element zählt, wurden ab 1886 durch galvanische Trockenelemente wie das Zink-Kohle-Element verdrängt. Diese Erfindung machte der dänische Ingenieur Wilhelm Hellesen, der den flüssigen Elektrolyten mit Hilfe von Zusätzen in eine weiche Masse umwandelte.
Ihre heutige Form geht auf die Erfindung von Carl Gassner im Jahre 1887 zurück. 1901 entwickelte Paul Schmidt in Berlin die Trockenbatterie für Taschenlampen, indem er Mehl zur flüssigen Elektrolytlösung beimischte.
Trockenbatterien sind die häufigsten Energiequellen für transportable elektrische Kleingeräte, die nur kurzzeitig oder selten betrieben werden.
Bleiakkumulatoren verwenden teilweise einen zu einem Gel eingedickten Elektrolyten (eine andere Bezeichnung ist auch Gel-Batterie, Gel-Akkumulator oder VRLA-Akkumulator). Bei ihnen kann der Separator nicht aus Papier bestehen und ist daher nicht ausreichend saugfähig. Gel-Akkus werden nicht als Trockenbatterie bezeichnet.
Häufig besitzen Trockenbatterien und Gel-Akkumulatoren eine Kapselung, die jegliches Austreten des Elektrolyten verhindert. Dadurch werden sie leichter transportierbar, besitzen keine vorgeschriebene Betriebslage und sind auslaufsicher (leak proof-Primärelemente beziehungsweise wartungsfreie Bleiakkumulatoren).
Ein bekanntes Gegenbeispiel zur Trockenbatterie ist die in Kraftfahrzeugen mit Verbrennungsmotor üblicherweise zum Einsatz kommende Starterbatterie, die mit einem flüssigen Elektrolyten, nämlich Schwefelsäure, gefüllt und daher nur in aufrechter Position einsetzbar ist.